# Daurien

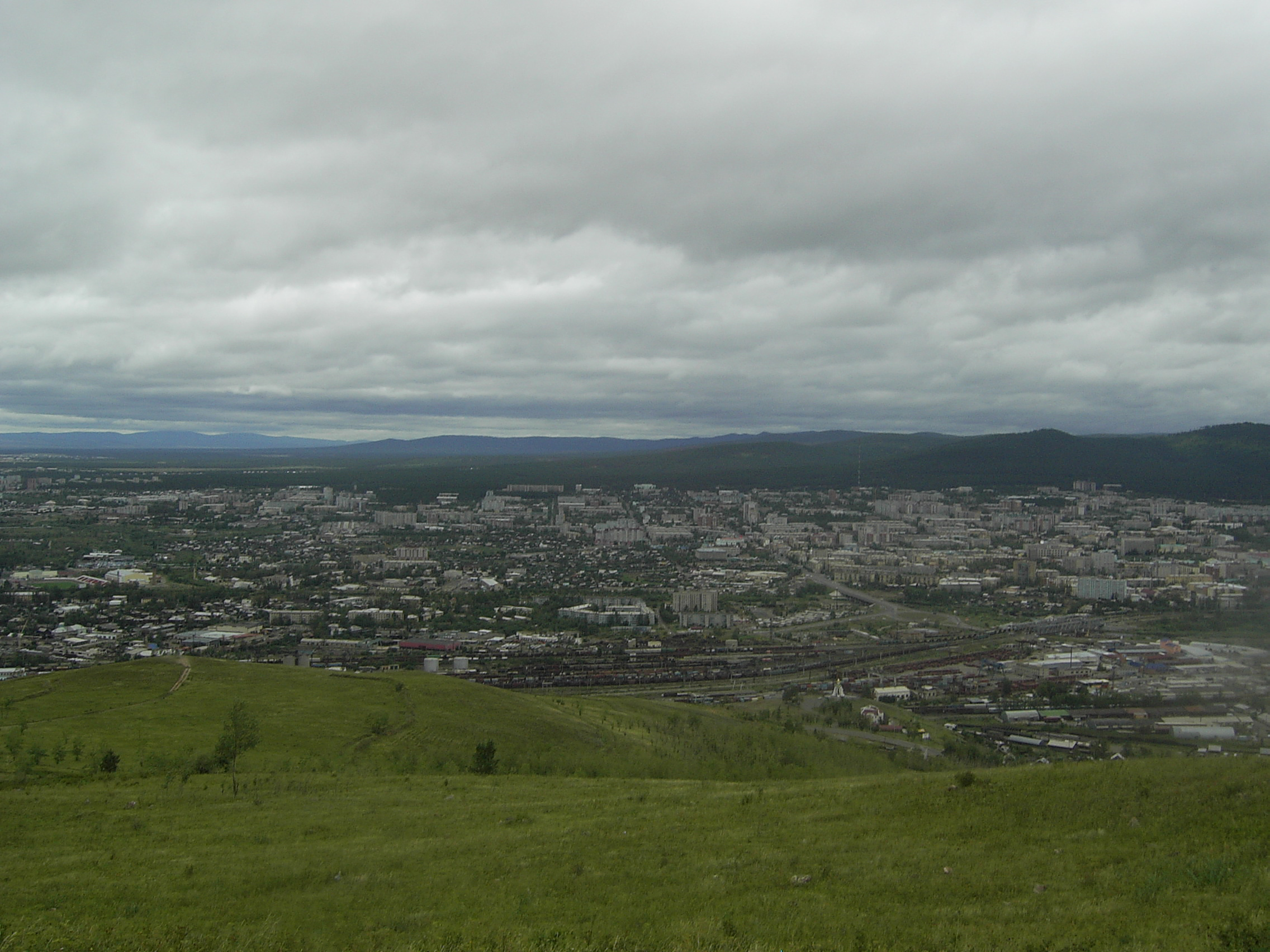
Tschita, Hauptstadt der Region Transbaikalien

Daurien (russisch Даурия, auch Dahurien, seltener Davurien) oder Transbaikalien, auch Transbaikal (russisch Забайка́лье, Sabaikalje; zəbɐjˈkalʲjə) ist eine gebirgige Region im Osten Russlands/Sibiriens.

## Lage
Die Region liegt zwischen dem Baikalsee und dem Oberlauf des Amur. Oft wird auch der Nordosten der Mongolei dazugezählt. Das Gebiet erstreckt sich in Nord-Süd-Richtung über etwa 1000 Kilometer vom Patomhochland und dem Nordbaikalplateau bis zur russischen Grenze, von West nach Ost ebenfalls über etwa 1000 Kilometer vom Baikalsee bis zum Zusammenfluss von Schilka und Argun zum Amur. Der Name leitet sich vom mongolischen Volk der Daur ab, die früher diese Region bewohnten. Die bedeutendsten Städte der Region sind Tschita und Ulan-Ude.
Die Landschaft hat zumeist Mittelgebirgscharakter mit weiten, zwischen den Kämmen liegenden Tälern, die von den Schilka, Onon, Ingoda und Argun, Flüssen im Einzugsgebiet des Amur, durchflossen werden.
Das Gebiet ist reich an Bodenschätzen. So gibt es bei Krasnokamensk in der Nähe der russisch-chinesischen Grenze bedeutende Uranminen und Einrichtungen für dessen Verarbeitung.
Das geographische Transbaikalien ist nicht deckungsgleich mit dem russischen Föderationssubjekt Region Transbaikalien, das lediglich die beiden früheren Verwaltungseinheiten Oblast Tschita und Autonomer Kreis der Aginer Burjaten umfasst, nicht jedoch die teilweise auch in Daurien liegenden Territorien der autonomen Republik Burjatien und der Oblast Irkutsk. Im Russischen Kaiserreich war Transbaikalien eine Oblast, mit der Hauptstadt Nertschinsk, später Tschita. Das Gebiet war auch Teil der kurzlebigen Fernöstlichen Republik (1920–1922).

## Klima
Das Klima ist streng kontinental. Die Winter sind lang und hart. Die mittlere Temperatur im Januar bewegt sich von −23 °C im Süden bis −33 °C im Norden und Südosten. Als niedrigste absolute Temperatur wurden −58 °C gemessen. Die Sommer sind warm und in den höheren Gebirgslagen kühl. Die mittlere Juli-Temperatur bewegt sich zwischen 10 und 20 °C in den Tälern und zwischen 5 und 7 °C in den Höhenlagen um 2500 m. Die Niederschlagsmenge nimmt von Südosten nach Nordwesten zu, ebenso von den Tälern (300 mm Jahresniederschlag) zu den höheren Kammlagen (bis 1000 mm jährlicher Niederschlag).

## Biogeographie und Naturschutz
Daurien liegt im Übergangsbereich von der Steppenzone im Süden zur borealen Zone im Norden. Die natürliche Vegetation besteht aus Grasländern, Waldsteppen und Wäldern.
Der Begriff Daurien wird heute hauptsächlich in der Biogeographie verwendet. Einige der dort vorkommenden Arten tragen ein diesbezügliches Art-Epitheton, wie z. B. die Elsterdohle (Corvus dauricus), die Rötelschwalbe (Hirundo daurica), das Bartrebhuhn (Perdix daurica) und der Daurische Igel (Mesechinus dauuricus) oder aber einen diesbezüglichen deutschen Namen, wie die Dahurische Lärche (Larix gmelinii). Das Daurische Naturreservat schützt besonders die dort lebende Mongolische Gazelle.
Unter dem Namen Landscapes of Dauria (Landschaften von Daurien; russisch Ландшафты Даурии, Landschafty Daurii)  wurden 2017 Teile der Region in Russland und der Mongolei in die Liste des Welterbes des UNESCO aufgenommen. Kriterien waren dafür der beispielhafte Charakter in der Evolution von Ökosystemen und die Rolle als Habitat für eine große Anzahl von Tier- und Pflanzenarten, darunter etliche bedrohte Arten. Teil des Welterbegebietes ist das Daurische Naturreservat.